# Matchbollar för Copa América
Olika officiella matchbollar för Copa América har skapats för varje turnering sedan 1997. Bollarna har oftast olika symboler eller mönster förknippade med respektive värdnation.
Under 1991 användes Etrusco Unico som var den officiella matchbollen för VM 1990.
Under mästerskapen 1993, 1995, 1997 och 1999 användes Penalty Americas.
| Copa América      | Tillverkare | Matchboll(ar)                      | Bild | Beskrivning |
| ----------------- | ----------- | ---------------------------------- | ---- | --- |
| 1997              | Penalty     | Americas                           |      | Americas användes 1997. Bollen var byggd enligt en stympad ikosaeder. |
| 2001              | Penalty     | Star                               |      | Star användes 2001. Bollen var byggd enligt en stympad ikosaeder. |
| 2004              | Nike        | Total 90 Aerow CSF                 |      | 0 |
| 2007              | Nike        | Mercurial Veloci                   |      | 0 |
| 2011              | Nike        | Total 90 Tracer Doma               |      | 0 |
| 2015              | Nike        | Cachaña                            |      | 0 |
| 2016 (Centenario) | Nike        | Ordem Ciento Ordem Campeon (final) |      | Ordem Ciento användes under under samtliga matcher, bortsett från finalen. Ordem Campeon användes enbart till finalen, där det vanligtvis röda detaljerna från Ordem Ciento hade färgats med en guldton.                                          |
| 2019              | Nike        | Rabisco Rabisco Final (final)      |      | Rabisco användes under under samtliga matcher, bortsett från finalen. Rabisco Final användes enbart till finalen, där det vanligtvis gröna och gula detaljerna från Rabisco hade färgats med en guldton.                                          |
| 2021              | Nike        | Flight                             |      | Bollen släpptes med slogan ¡Inspirado en campeones, para campeones! (Inspirerad av mästare, för mästare) |
| 2024              | Puma        | Cumbre Cumbre Final (final)        |      | Cumbre användes under under samtliga matcher, bortsett från finalen. Cumbre Final användes enbart till finalen, där det vanligtvis röda och blå detaljerna från Cumbre hade färgats med en guldton. Färgen på puman ändrades från svart till röd. |